# Jill Schoelen
Jill Marie Schoelen (Burbank, 21 marzo 1963) è un'attrice statunitense.
È nota soprattutto per Stepfather - Il patrigno, Il fantasma dell'Opera, Popcorn, Rich Girl, When a Stranger Call Back e Cutting Class. Per le sue numerose apparizioni nei film horror è ampiamente considerata una regina delle urla.

## Filmografia
- D.C. Cab, regia di Joel Schumacher (1983)
- Hot moves, regia di Jim Sotos (1984)
- Due vite in una (That Was Then... This Is Now), regia di Christopher Cain (1985)
- Thunder Alley, regia di J.S. Cardone (1985)
- Stepfather: Il patrigno (The Stepfather), regia di Joseph Ruben (1987)
- Il fantasma dell'opera (The Phantom of the Opera), regia di Dwight H. Little (1989)
- Curse II: The Bite, regia di Fred Goodwin (1989)
- Il ritorno di Brian (Cutting Class), regia di Rospo Pallenberg (1989)
- Miss Miliardo - Una favola moderna (Rich Girl), regia di Joel Bender (1991)
- Popcorn, regia di Mark Herrier e Alan Ormsby (1991)
- State of Mind, regia di Reginald Adamson (1992)
- Adventures in Spying, regia di Hil Covington (1992)
- I ribelli (There Goes My Baby), regia di Floyd Mutrux (1994)
- Not Again!, regia di Fred Kennamer (1996)

### Televisione
- La casa nella prateria (Little House on the Prairie) - serie TV, Episodio 9x10 (1982)
- Hell Town – serie TV, episodio 1x02 (1985)
- Il fantastico mondo dei giocattoli (Babes in Toyland), regia di Clive Donner – film TV (1986)
- CBS Schoolbreak Special – serie TV, episodio 6x02 (1988)
- Un detective in corsia (Diagnosis Murder) – serie TV, episodio 1x17 (1994)